# بن داود (ولاية غليزان)
بن داود هي إحدى بلديات ولاية غليزان الجزائرية والتابعة لدائرة غليزان وتقدر مساحتها حوالي 114 كم² وبتعداد سكاني قدره 17953 نسمة 
تقع مدينة بن داود على بعد خمسة كيلومترات عن مقر الولاية وقد استقرت البلدية مدة قصيرة في أولاد بوعلي ثم عادت إليها بعد رفض سكان أولاد بوعلي بعض المشاريع البلدية كالبناء لأن غالبية الأراضي فلاحية.
تمتاز بأراض فلاحية وبساتين تشتهر بشجر البرتقال خاصة في سنوات السبعينيات.

## النسيج العمراني

### أحياء حضرية
- سيدي الحاج
- حي مينا (سيميتال)[3]

## إقتصاد
- مصنع شودرال [4] [5]

## مواصلات
- الطريق الوطني رقم 04
- الطريق الوطني رقم 07
- المحطة البرية بن داود (غليزان)[6]

## تعليم
- المعهد الوطني للتكوين المتخصص للأسلاك الخاصة بن داود [7]
- ثانوية بن رحو السروري لزرق
- ثانوية لحمر عبو محمد